# Треплин
Треплин (њем. Treplin) општина је у њемачкој савезној држави Бранденбург. Једно је од 45 општинских средишта округа Меркиш-Одерланд. Према процјени из 2010. у општини је живјело 423 становника. Посједује регионалну шифру (AGS) 12064480.

## Географски и демографски подаци
Треплин се налази у савезној држави Бранденбург у округу Меркиш-Одерланд. Општина се налази на надморској висини од 88 метара. Површина општине износи 11,2 km². У самом мјесту је, према процјени из 2010. године, живјело 423 становника. Просјечна густина становништва износи 38 становника/km².